# Mark Wilkinson
Mark Wilkinson (ur. 3 października 1952 w Windsorze) – angielski grafik oraz ilustrator.
Sławę przyniosły mu niezwykle sugestywne, surrealistyczne ilustracje okładkowe, które stworzył dla szeregu brytyjskich wykonawców muzycznych. Przełomem w karierze artysty okazał się okres współpracy z neo-progresywną grupą rockową Marillion, przypadający na lata 80. Wilkinson zaprojektował wiele okładek solowych albumów, Fisha – eks-frontmana Marillion, pracował również dla Judas Priest i Iron Maiden. Przez lata korzystał z różnych technik malarskich, jednak powszechnie znany jest jako „mistrz natryskiwacza”.

## Prace

### Okładki płyt
- Albumy Marillion
  - Script for a Jester’s Tear
  - Fugazi
  - Real to Reel
  - Misplaced Childhood
  - Clutching at Straws
  - The Thieving Magpie (La Gazza Ladra)
- Albumy Fisha
  - Vigil in a Wilderness of Mirrors
  - Internal Exile
  - Suits
  - Sunsets on Empire
  - Raingods with Zippos
  - Fellini Days
  - Field of Crows
  - 13th Star
  - A Feast of Consequences
- Albumy Judas Priest
  - Ram It Down
  - Painkiller
  - Jugulator
  - Angel of Retribution
  - Nostradamus
  - Redeemer of Souls
- Albumy Iron Maiden
  - Live at Donington (1998 remastered version)
  - Best of the ‘B’ Sides (2002 compilation)
  - The Book of Souls
  - The Book of Souls: Live Chapter
  - Senjutsu

#### Okładki komiksów
- Judge Dredd Megazine #2.10, 2.15, 2.20, 2.27, 2.30, 2.32, 2.37, 2.48, 2.50, 2.63, 3.04 (1992–1995)